# Agostino Brunetta
Agostino Brunetta (Azzano Decimo, 13 marzo 1895 – La Spezia, 21 luglio 1920) è stato un aviatore e militare italiano, che in qualità di Osservatore d'aeroplano, e poi di pilota d'idrovolante durante la prima guerra mondiale fu decorato con tre Medaglie d’argento, due di bronzo al valor militare, un encomio solenne e una promozione a sottotenente di vascello per merito di guerra.

## Biografia
Nacque il 13 marzo 1895 ad Azzano Decimo, all'epoca provincia di Udine, figlio di Giuseppe e Ida Zanussi, il più giovane di 9 fratelli. Frequentò in successione il collegio Brandolini-Rota di Oderzo, il collegio Arcivescovile di Udine, l'Istituto Nautico di Chioggia. Uscitone dopo l’entrata in guerra dell’Italia, avvenuta il 24 maggio 1915, fu arruolato nella Regia Marina con il grado di Aspirante guardiamarina di complemento. Attratto dal mondo dell’aviazione, dopo un corso di pilotaggio per velivolo idrovolante a Venezia, entrò in servizio nella 2ª Squadriglia di stanza sull’idroscalo di Sant'Andrea, a partire dal 1 luglio 1916. In tale reparto, equipaggiato con idrovolanti FBA, si distinse subito per coraggio ed ardimento. Il 28 settembre dello stesso anno il Ministero della Marina gli attribuì un Encomio solenne come Aspirante guardiamarina con la seguente motivazione: Per l'ardimento, l'abilità e la calma dimostrata nel compiere efficacemente un'audace missione aerea.
L'11 febbraio 1917 in coppia con il tenente di vascello Garbarino, abbatte un apparecchio austriaco, e in seguito alla morte del comandante dovette prendere i comandi dell'aereo ed effettuare un rocambolesco ammaraggio, salvando il velivolo. Per questo fatto fu decorato con la concessione della terza Medaglia d'argento al valor militare.
Promosso sottotenente di vascello per meriti straordinari di guerra con Regio Decreto del 15 aprile 1917, due giorni dopo lasciò il suo reparto per entrare a far parte della neocostituita 252ª Squadriglia. 
Il 17 aprile partono 4 FBA oltre ad altri 4 della squadriglia francese di Grado (Italia) del CAM di Venezia e 7 Nieuport francesi del Porto di San Nicolò per intercettare degli idrovolanti austriaci ed abbattono a 15 miglia dalla costa un Lohner K del Fregattenleutnant Johann Plachner e del Seefahnrich Michael Graf Szecheny della SFS di Pola ma al rientro l'FBA del Sottotenente macchinista Giulio Viner che aveva a bordo il motorista Renato Spada deve ammarare in emergenza vicino alla foce del Piave.
Un altro FBA con il Capitano di Cavalleria Paolo Avogadro parte per catturare i due austriaci ma a causa delle condizioni meteorologiche peggiorate si rovescia nell'ammaraggio e vengono presi a bordo dal Macchi L.3 del Guardiamarina Brunetta che poi non riesce a ripartire per il brutto tempo finendo catturati dalle torpediniere austriache.
Al termine della guerra risultava decorato con tre Medaglie d’argento, due di bronzo al valor militare, un encomio solenne e una promozione a sottotenente di vascello per merito di guerra.
Al termine della sua prigionia nel corso del 1919 fu promosso tenente di vascello ed entrò in servizio permanente effettivo passando al comando della 252ª Squadriglia. A partire dal luglio 1920 fu destinato a prestare servizio presso la Stazione Idrovolanti della Regia Marina "Giorgio Fiastri" a La Spezia, dove morì per un incidente di volo il 21 dello stesso mese.
Successivamente gli fu intitolato l'idroscalo di Orbetello.

### Annotazioni
1. ↑  Tale comune si trova ora in provincia di Pordenone.

### Fonti
1. 1 2  Corrado Piccione, Ala Infranta: Agostino Brunetta, Stabilimento Poligrafico Artioli, Modena, 1936.
2. 1 2 3 4 5  Mancini 1936, p. 125.
3. 1 2 3 4 5 6 7  Alberini, Prosperini 2015, p. 99.